# Ilha Kathleen
Kathleen é uma ilha localizada na Tasmânia com uma área de 11,35 ha e uma altitude de 72 m, no sudeste da Austrália.